# 5661 Hildebrand
Az 5661 Hildebrand (ideiglenes jelöléssel 1977 PO1) egy kisbolygó a Naprendszerben. Nyikolaj Sztyepanovics Csernih fedezte fel 1977. augusztus 14-én.